# Будинок на вулиці Староєврейській, 10 (Львів)
Будинок на вулиці Староєврейській, 10 (також кам'яниця Гарайовичовська, Гараєвичівська, конскрипційний № 277) — житловий будинок XVII століття, пам'ятка архітектури національного значення (охоронний № 1296). Розташований в історичному центрі Львова, на вулиці Староєврейській.

## Історія
Ділянка, де розташований сучасний будинок № 10, була забудована ще у XV столітті, тут стояв готичний будинок із мурованими підвалами, ймовірно, фахверковий, який в історичних документах 1569 і 1573 років фігурує під назвою «кам'яниця Гарлевичівська». У 1597 році міщанин Альберт Гарайович, який нещодавно переїхав до Львова, побудував на фундаментах і підвалах старого будинку нову, ренесансну кам'яницю. Новий будинок мав дводільну, двотрактову планувально-просторову структуру та білокам'яний декор. За твердженням дослідника Ігоря Мельника, у 1630—1638 роках будинок мав назву «кам'яниця Матіаса порохівника», у 1639—1665 — «кам'яниця Гарайовича», у 1659—1666 роках — «кам'яниця Гарайовичової», у львівських шосових (податкових) книгах 1639—1666 років кам'яницю називають Гараєвичова або Гараєвичівська.
Станом на 1767 рік будинок належав вірменському сап'янику Бедросу Лісогоричу. Наприкінці XVIII століття будинок ґрунтовно перебудували, зберігши чільний фасад, але дещо змінивши внутрішнє планування; тоді ж у подвір'ї будинку звели двоярусні вбиральні.
З початку XIX століття будинком володіли представники єврейської громади Львова. Так, станом на 1851 рік кам'яниця належала Лейбу Фінклєру і Абраму-Йоселю Райльзесу, у 1863 році на першому поверсі діяв шинок Нафталі. У 1866 році власники будинку отримали від магістрату дозвіл на добудову третього ярусу вбиралень (автор проекту — архітектор Якуб Цвіллінґ). У документах 1871 року власниками будинку значилися Абрам-Йозель Райльзес, Овадія Фінклєр і Двора Берльштайн (Ігор Мельник, втім, власниками називає Лайба Фінкера і Й. Рейцеса).
У 1881 році в будинку перебудували горище, підвищивши дах з 2,6 м до 5 м, влаштувавши дахові вікна та світловий ліхтар над сходами.
Наприкінці XIX століття у будинку діяла галантерейна крамниця Самуеля Гірша Берльштайна, для якої 1890 року архітектор Леопольд Вархаловський розробив проект накладних дерев'яних вітрин. У 1892 році будинок перебудували за проєктом архітектора Альфреда Каменобородського.
За даними адресної книги 1902 року в будинку діяла галантерейна крамниця Абрама Авіна, а також проживали директор юдейського театру Й.-Б. Ґімпель, кушнір Лейб Бачис і кравець чоловічого одягу Сімхе Фрукс. Станом на 1916 рік будинок належав Ізраелю Швадрону і співвласникам.
Після Першої світової війни будинок перейшов у власність до Ісаака (Іцака) Руди, який здавав в оренду приміщення першого поверху під різноманітні майстерні, склади і крамниці. Так, у 1926 році одне з приміщень першого поверху орендував Б.-С. Гіфнік, який пристосував їх під крамницю і склад (автор проєкту — архітектор Марек Ляксер). В іншому приміщенні, так званій «тильній ізбі», через яку пролягав прохід на подвір'я, у 1932 році діяла ювелірна крамниця, що належала Лаурі Бліц. Деякий час у будинку розміщувалася молочарня Кляйнрока. У 1935 році усі приміщення першого поверху зайняла майстерня-крамниця пасків і торб фірми «Тіп-Топ», керована Леоном Шляфріґом, для крамниці прорубали широкі входи з віконцями за проектом інженера Владислава Бляйма. Того ж, 1935 року в будинку реконструювали каналізацію за проектом архітектора Мечислава Лозинського.
За радянських часів колишні торгові приміщення першого поверху перебудували під житлові кімнати. У 1979 році Постановою Ради Міністрів УРСР № 442 від 6 вересня будинок внесли до Національного реєстру пам'яток (охоронний № 1296).
у 1990 році після ретельного обстеження будинку архітектори інституту «Укрзахідпроектреставрація» підготували проект реставрації будинку, проте роботи почалися лише у 2000-х роках, коли провели опорядження головного фасаду.

## Опис
Будинок цегляний на кам'яних фундаментах, триповерховий, у плані прямокутний, видовжений, із внутрішнім подвір'ям. Головний фасад тривіконний, асиметричний, оздоблений у стилі ренесанс, по краях прикрашений квадровим рустуванням, на рівні першого поверху — дощатим. Вікна прямокутні, з білокам'яним профільованим обрамуванням, на другому поверсі прикрашені прямими сандриками та прямокутними підвіконними тафлями з рельєфним рослинним орнаментом. Профільований карниз над першим поверхом візуально відокремлює його від решта. Завершується фасад аттиком із трьома горищними віконцями та карнизом великого виносу. Головний вхід розташований на центральній осі і оформлений у вигляді білокам'яного ренесансного порталу, який первісно мав ліхтар, пізніше замурований. Вхідні двері дерев'яні, засклені, оздоблені кованими ґратами у стилі ар деко, на яких вміщена монограма «RL».
Внутрішнє планування будинку — дводільне, двотрактове. У підвалах будинку частково збереглися елементи первісної кам'яниці XV століття: фрагменти готичних стін, білокам'яних сходів, білокам'яний портал (частково). В сінях також збереглася частина білокам'яного ренесансного підп'ятника у вигляді шишки пінії. Внутрішні сходи будинку дерев'яні з точеними балясинами, тримаршові, освітлені світловим ліхтарем.
Будинок — характерний приклад житлової забудови XVI—XVII століть.

## Галерея

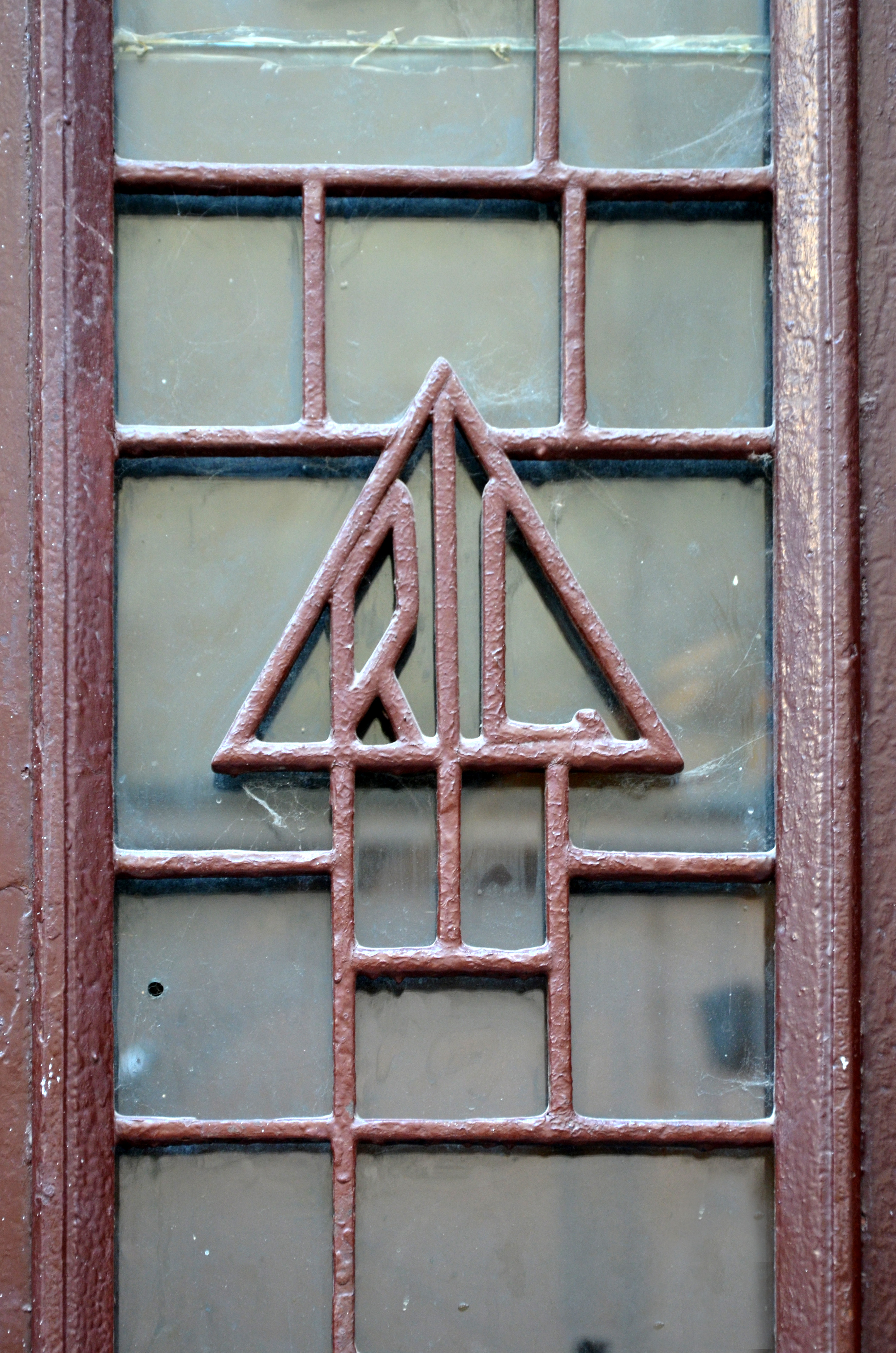
Монограма на вхідних дверях
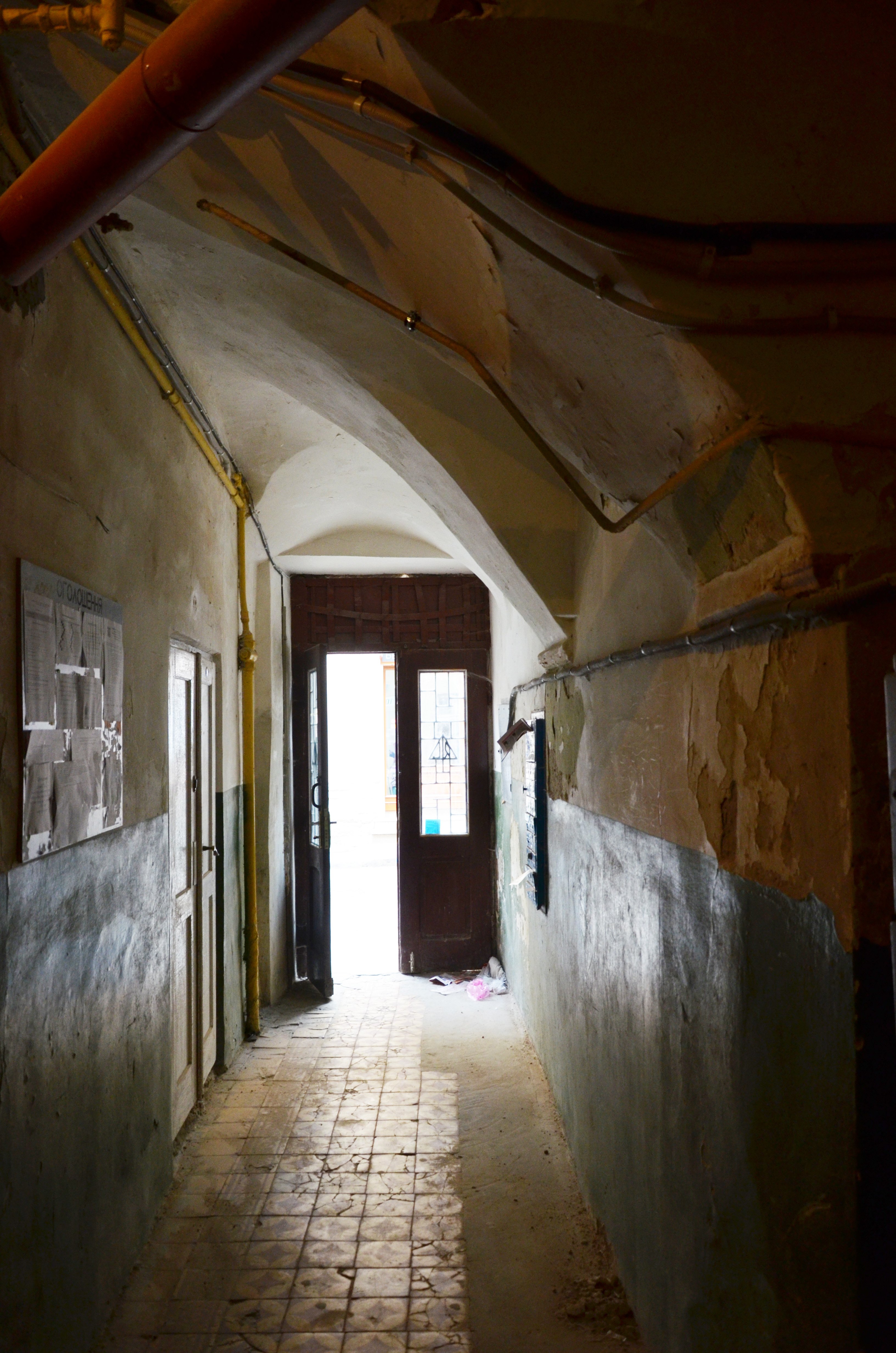
Сіни
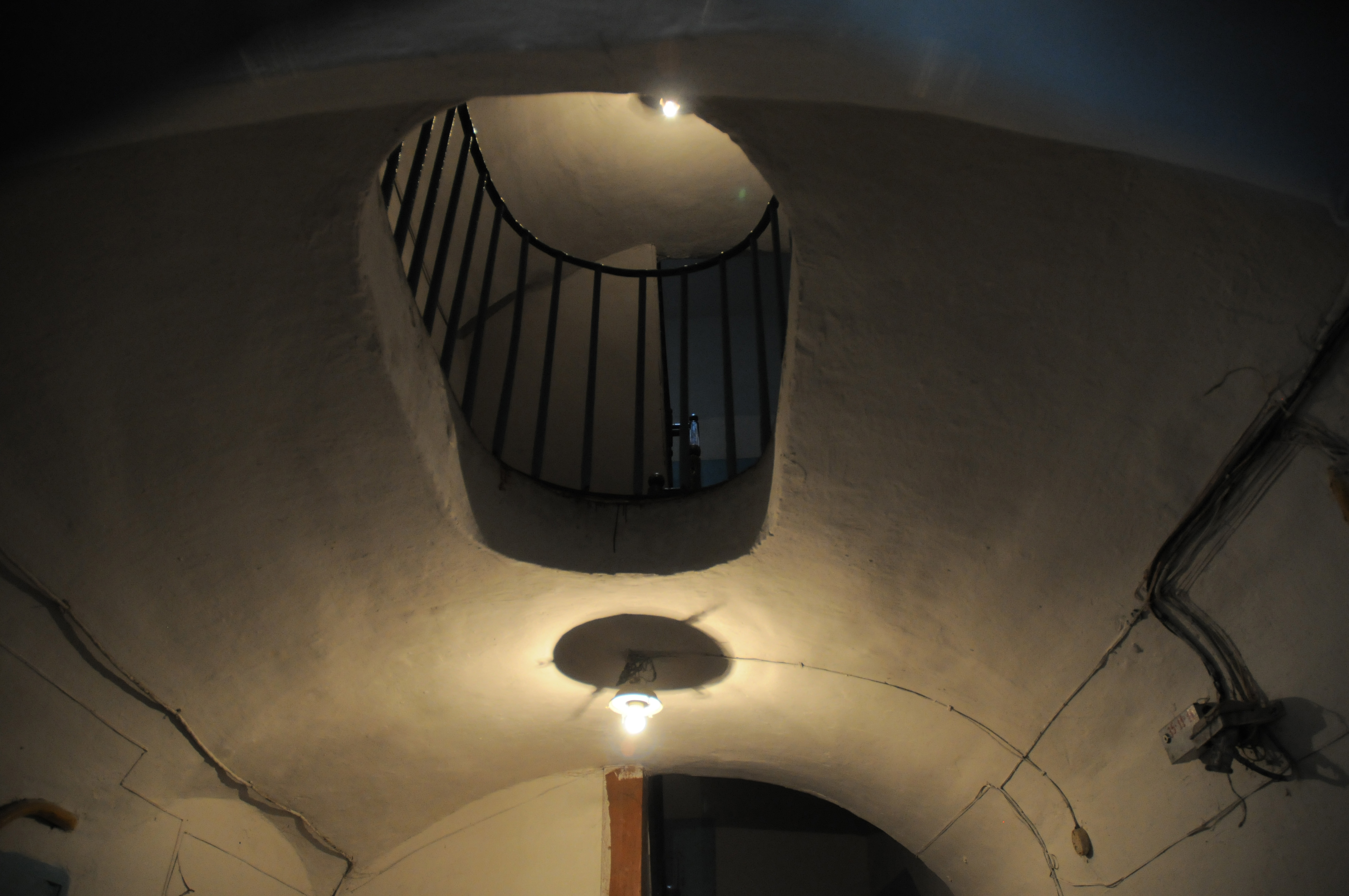
Сіни
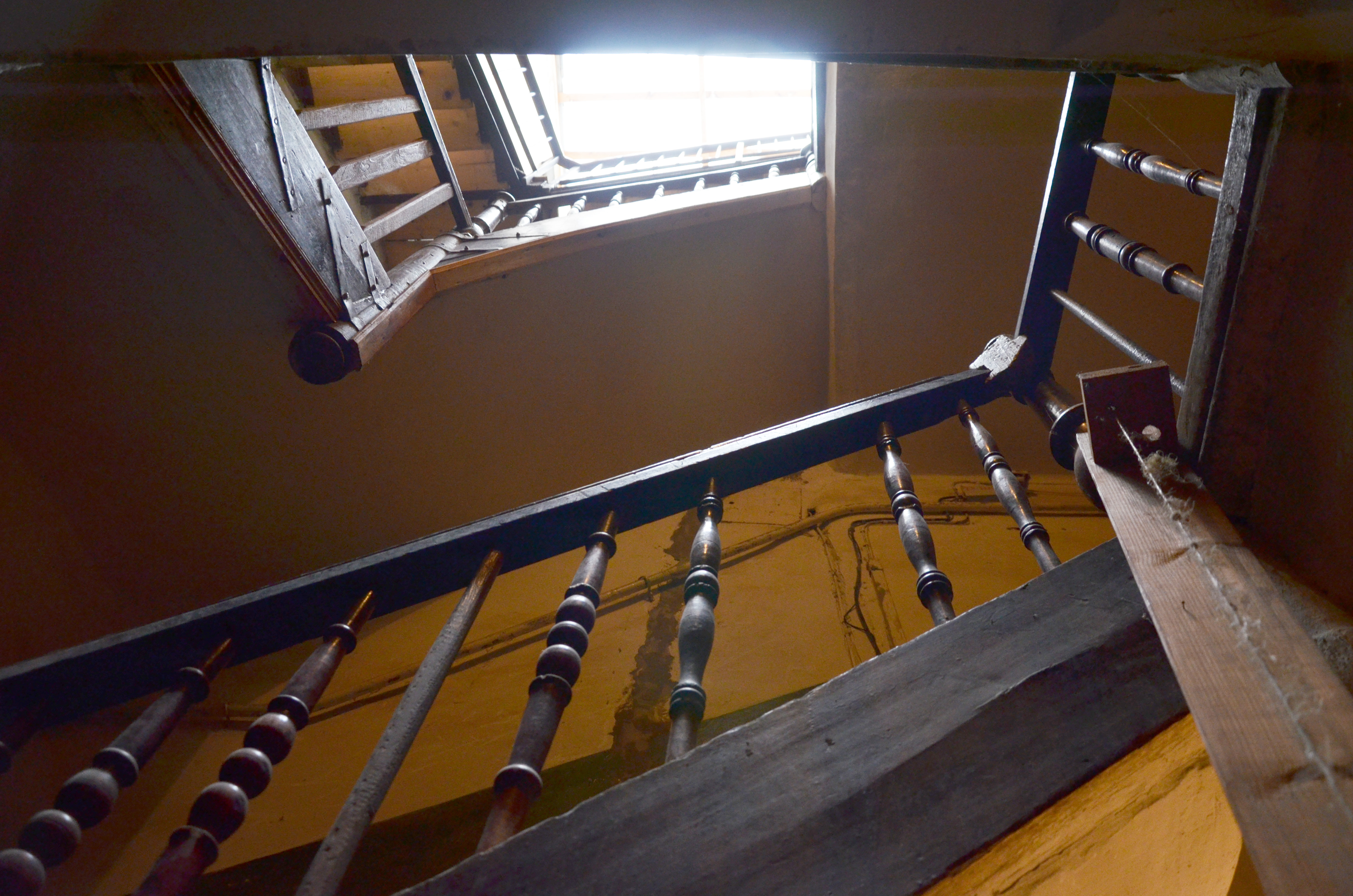
Сходова клітка
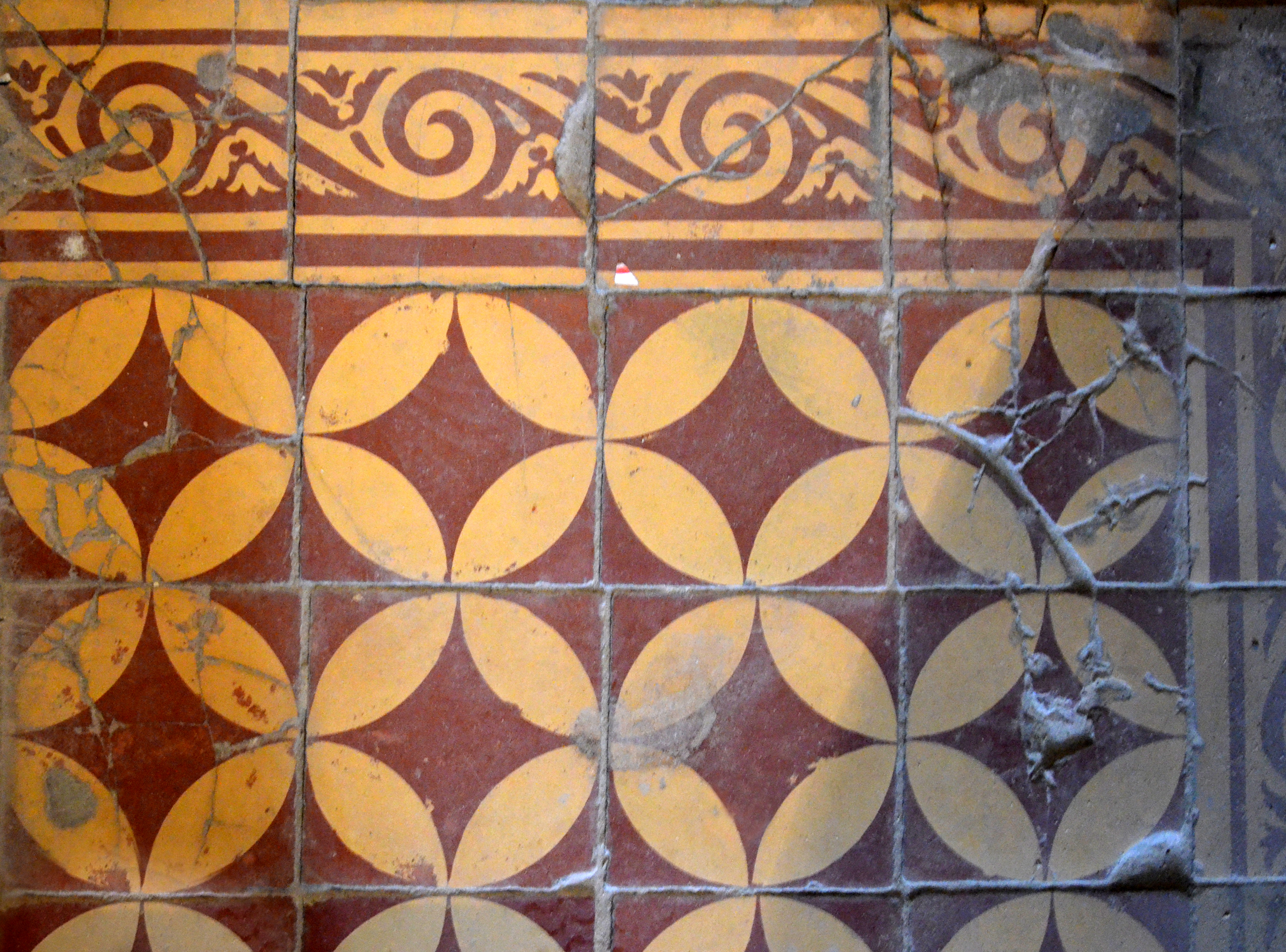
Фрагменти підлогової плитки
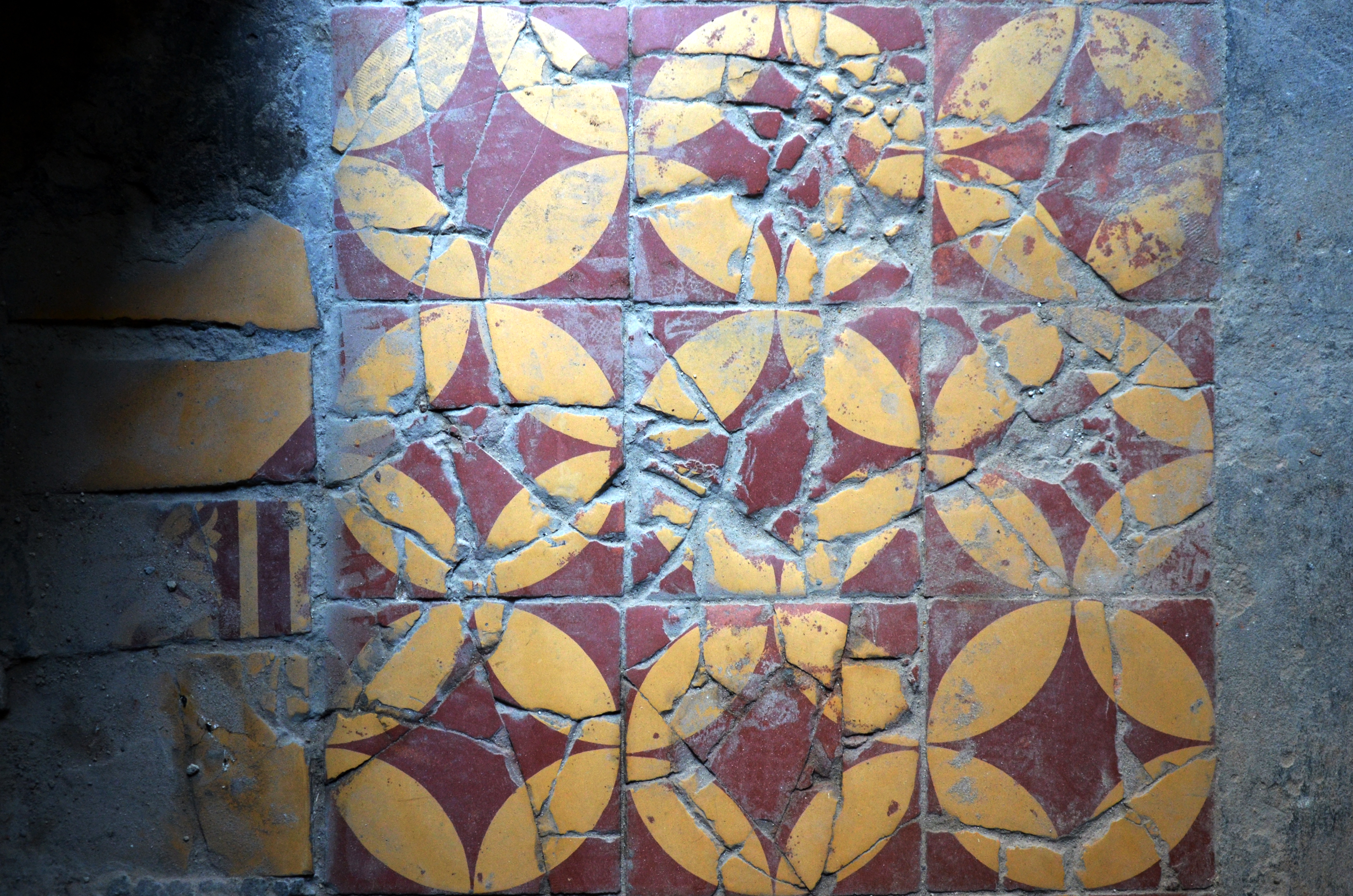
Фрагменти підлогової плитки